# Studierektor
Studierektor är en äldre titel för biträdande rektor och används inte längre i Sveriges grundskolor och gymnasieskolor.
Benämningen används fortfarande inom högskole- och universitetsutbildningar för personer som har ansvar för olika delar av utbildningens organisation med mera.